# Mato Rico
Mato Rico is een gemeente in de Braziliaanse deelstaat Paraná. De gemeente telt 4.205 inwoners (schatting 2009).

## Aangrenzende gemeenten
De gemeente grenst aan Palmital, Pitanga en Roncador.